# Ель-Аріш (аеропорт)
Міжнародний аеропорт Ель-Аріш (араб. مطار العريش الدولي; (IATA: AAC, ICAO: HEAR)) — аеропорт біля Ель-Аріш, Єгипет.
Аеропорт є базовим для Palestinian Airlines. Це один з найближчих аеропортів до кордону Єгипту з сектором Газа; аеропорт Ель-Гора хоч знаходиться трохи ближче до кордону, але не має регулярних повітряних перевезень. 
Palestinian Airlines перебазувались до аеропорту Ель-Аріш після того, як міжнародний аеропорт Ясіра Арафата було  зруйновано ізраїльськими військами у 2001. Аеропорт в основному використовується палестинськими прочанами, що прямують до міста Джидда, Саудівська Аравія на щорічний хадж.

## Авіалінії та напрямки
| Авіакомпанія         | Пункт призначення   |
| -------------------- | ------------------- |
| Palestinian Airlines | Амман, Каїр, Джидда |